# Kearny (Nova Jérsei)
Kearny é uma cidade  localizada no estado americano de Nova Jérsei, no Condado de Hudson.

## Demografia
Segundo o censo americano de 2000, a sua população era de 40.513 habitantes.
Em 2006, foi estimada uma população de 38.008, um decréscimo de 2505 (-6.2%).

## Geografia
De acordo com o United States Census Bureau tem uma área de
26,4 km², dos quais 23,7 km² cobertos por terra e 2,7 km² cobertos por água.

## Localidades na vizinhança
O diagrama seguinte representa as localidades num raio de 8 km ao redor de Kearny.